# Portugalci
Portugalci je etnična skupina oz. narod, ki živi na področju današnje Portugalske; pomembnejše manjšine so v Braziliji (bivša edina portugalska kolonija), ZDA, Franciji in v Kanadi. Leta 2005 se je 48 milijonov ljudi izreklo za Portugalce.
Govorijo portugalščino.